# O Pequeno Lord
O Pequeno Lord ("Il piccolo Lord") è uno sceneggiato televisivo diretto da Antônio Abujamra e trasmesso in Brasile dalla Rede Tupi sul proprio Programma Nazionale nel 1967. Il canale televisivo brasiliano aveva già prodotto nel 1957 uno sceneggiato sullo stesso soggetto, O Pequeno Lorde, tratto dal romanzo di Frances Hodgson Burnett Il piccolo Lord, pubblicato per la prima volta nel 1885. La sceneggiatura è di  Tatiana Belinsky, che già l'aveva firmata nel 1957.
Il ruolo del protagonista, il bimbo Cedric Errol, poi Lord Fauntleroy, è stato ricoperto dall'attore bambino Paulo Castelli, destinato ad una lunga carriera. Castelli è stato affiancato da vari attori particolarmente attivi in quegli anni alla televisione brasiliana.  

## Trama
A New York, all'inizio del 1880, il piccolo Cedric vive poveramente ma con dignità con l'adorata mamma, una giovane vedova. Cedric è molto popolare nel quartiere, ed è amato dalla gente del posto. Quando dall'Inghilterra giunge Haversham, un avvocato, il bambino viene a sapere che suo padre, il capitano Errol, era il figlio minore del conte di Dorincourt da cui era stato diseredato per aver voluto sposare una donna di rango inferiore. Ora, dopo la morte di Bevis, il figlio maggiore scomparso senza eredi, l'unico che resta è il piccolo Cedric che Haversham ha il compito di portare con sé dal nonno, che vuole educarlo come un vero piccolo Lord. Il vecchio signore, però, non vuole nemmeno conoscere Dearest, la nuora, ritenendola solo una cacciatrice di dote. Così, mentre Cedric va a vivere al castello, sua madre è costretta a vivere al villaggio.
L'innocenza di Cedric e il suo buon carattere conquistano ben presto il burbero nonno. Il piccolo si interessa anche alle misere condizioni di vita dei fittavoli e spinge il conte a migliorarle. All'improvviso, però, ricompare Haversham, questa volta insieme a una donna che sostiene di essere la vedova di Bevis e la madre di un bambino di cui rivendica il diritto al titolo di Lord Fauntleroy. Il conte resta sfavorevolmente colpito da quella donna volgare e avida e si pente di aver così male giudicato Dearest, ma non può far niente perché i documenti esibiti sembrano a posto. La notizia arriva fino in America. A New York, i vecchi amici di Cedric la leggono sul giornale e uno di questi riconosce in una fotografia la moglie di suo fratello, che era sparita insieme al figlio. I tre amici decidono così di andare in Inghilterra dove smaschereranno l'imbrogliona e metteranno le cose a posto, conquistandosi la gratitudine del conte che ormai ama profondamente il nipote che ha saputo toccargli il cuore.